# اليوم العالمي للفن الإسلامي
اليوم العالمي للفن الإسلامي هو يوم احتفال عالمي يقام في الثامن عشر من نوفمبر، أقره المؤتمر العام لمنظمة الأمم المتحدة للتربية والعلوم والثقافة (اليونسكو) في 2019 بعد توصية مجلسها التنفيذي بإقرار الاقتراح الذي تقدمت به البحرين بتخصيص يوم للفن الإسلامي.

## خلفية
في سبتمبر 2018 دعت هيئة البحرين للثقافة والآثار، منظمة اليونسكو إلى إقرار مبادرتها باعتماد يوم عالمي للفن الإسلامي، من خلال أمسية نظمتها الهيئة في مقر اليونسكو في باريس، وقامت الهيئة خلال الفعالية بتوزيع كتاب «الإسلام والفنون الجميلة» للكاتب محمد عبد العزيز مرزوق، بعد إعادة تصميم الكتاب ونشره مترجما إلى اللغتين الفرنسية والإنجليزية، متضمنا شرحاً مفصلا عن كيفية تعاطي الإسلام مع الفنون بأشكالها المختلفة، ومبينا التأثير الإيجابي على تطورها وازدهارها. وجاء جهد هيئة البحرين للثقافة والآثار لإقرار هذا اليوم متزامنًا مع احتفال البحرين بالمحرق عاصمة للثقافة الإسلامية لعام 2018م.